# グロス・クリニック
『グロス・クリニック』（英: The Gross Clinic）は、アメリカ合衆国の画家トマス・エイキンズが1875年に描いた油絵である。19世紀後半にペンシルベニア州フィラデルフィアにあるジェファーソン・メディカル・カレッジで行われた臨床外科手術の様子を克明に描写している。
この絵は100年以上ジェファーソン・メディカル・カレッジに所蔵されていた。2006年に市外の美術館に売却する話が持ち上がった時には、貴重な文化遺産としてフィラデルフィアに残そうとする市民運動が起こり、市内の美術館に売却されることになった。

## 概要
当時70歳の外科医サミュエル・D・グロスが学生に臨床講義している様子が描写されている。講義室出入り口の手摺の右に座っている男は、エイキンズ自身の肖像である。グロスの右肩の奥には、助手のフランクリン・ウェストが手術の記録を付ける様子が描かれている。エイキンズの署名は絵の一部として手術台の側面に埋め込まれている。
本作品は徹底した写実主義が評価される。また、それまで切断に重点が置かれていた手術が治癒目的へと変化しつつあることを称揚すると同時に、19世紀の手術風景がどのようなものであったかを現代に伝えており、医学史の記録という点でも重要な意味を持つ。

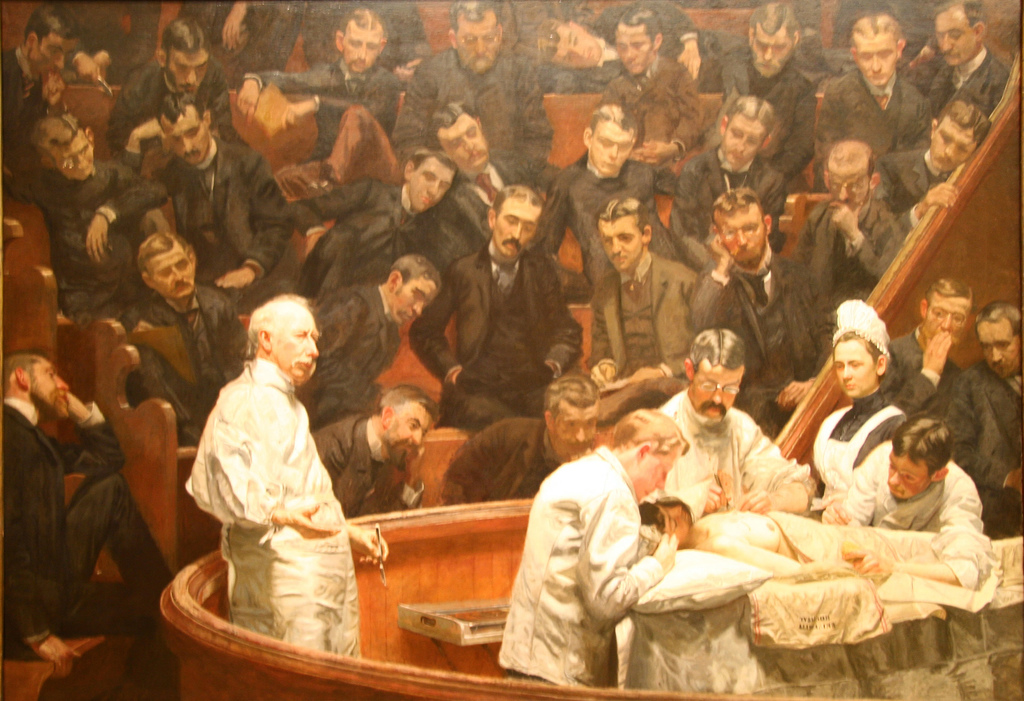
14年後の作品『アグニュー・クリニック』。

本作品は、解剖学を学んでいたエイキンズが実際に見た手術を基に描かれた。この手術はグロスが若い男性の大腿骨骨髄炎を治すために行ったものである。グロスはそれまで主流であった切断に代わり、保全を目的とする手術を行っている。黒いフロックコートを着た執刀医が麻酔をかけられた患者を取り囲んでいる様子は、衛生的な手術環境が整う前の手術風景を今に伝える。そのような点において本作品はエイキンズの1889年の作品『アグニュー・クリニック』と対照的である。後者に描かれた手術現場はより清潔で明るく、両作品を見比べることで感染予防に対する理解の進歩を見て取ることができる。
患者の性別を明確に知る手がかりはこの絵画そのものにない。すなわち、観る者は裸体を目の前にしながら、それが男であるか女であるかはっきり知ることができない。この点で本作品は特異である。また、絵の中にいる唯一の女性が苦痛で竦みあがっており、観る人の興味を掻き立てる。伝統的に彼女は患者の母親と解釈されている。その動的な描かれ方は、患者を取り囲む男性医師らの冷静で仕事に徹する態度と対照的である。外科手術の光景を血なまぐさくストレートに表現した本作品は、公開当時は非常に衝撃的であった。

## 批評
この絵画は、1876年のフィラデルフィア万国博覧会への出品を断られた。後に公開された時、ニューヨーク・トリビューンは「今世紀世界中で描かれた絵の中で最も力強く、恐怖心を掻き立てながらも魅了してやまない作品の一つである。しかし、この作品を賞賛すればするほど、神経がか細い人々に否応なくこの絵を見せ付けるような展示室に置くことを非難せざるをえなくなる。この絵を見ないことは不可能であるからだ。」と評価した。議論の中心は、この作品が持つ暴力性と女性のメロドラマのような存在であった。マイケル・フリードは去勢不安と肉体への支配幻想から本作品を読み解くできると考えている。また、ジェニファー・ドイルは、エイキンズが性差を表現することに相反する感情を抱いていたことを物語った作品であると唱えた。
2002年ニューヨーク・タイムズの美術評論担当者は、本作品を「間違いなく19世紀アメリカ絵画の最高傑作」と評した。2006年この絵が売りに出されると報じられた時には、同紙は様々な論評を交えたクロース・リーディングを掲載した。

## 来歴
1878年にグロス教授の元生徒らがこの絵を200ドルで買い、母校ジェファーソン・メディカル・カレッジに寄贈した。それから約100年もの間、この絵はフィラデルフィアにあるトーマス・ジェファーソン大学内の同カレッジに飾られ、1980年代半ばにジェファーソン同窓会館に移された。
2006年11月11日、トーマス・ジェファーソン大学理事会は、6800万ドルでこの絵をワシントンD.C.のナショナル・ギャラリーとアーカンソー州のクリスタル・ブリッジズ米国美術館に売却することを投票で決めた。第二次世界大戦前にアメリカ合衆国で描かれた絵画に対する売却価格としては記録的なものになるはずであった。
2006年11月下旬、この絵をフィラデルフィアに留め置こうとする活動が始まり、12月26日の期限をもって購入資金を集め、市の歴史保全条例の「歴史的物件」に関する条項を行使する計画も持ち上がった。ほんの数週間で3千万ドルが基金に集まり、2006年12月21日にワコビア銀行が、残りの資金が集まるまで差額分を貸し付けることに合意した。これにより、本絵画はフィラデルフィア市内に留まり、フィラデルフィア美術館とペンシルベニア美術アカデミーの共同所有となった。